# Leidschendam-Voorburg
Leidschendam-Voorburg (dân số: 73.832 người trong năm 2004) là một đô thị ở phía tây Hà Lan, trong tỉnh Zuid-Holland. Đô thị này có diện tích 35,68 km² (13,78 mile²) trong đó 2,86 km² (1.10 mile²) là diện tích mặt nước.
Đô thị Leidschendam-Voorburg được lập từ việc sáp nhập các đô thị Leidschendam và Voorburg năm 2002. Đô thị này bao gồm các khu dân cư Leidschendam, Stompwijk, và Voorburg.
Leidschendam-Voorburg được xem như ngoại ô Den Hag.
Leidschendam-Voorburg kết nghĩa với Temecula, California và Hranice, Cộng hòa Séc từ năm 1993.